# Physoconops nitens
Physoconops nitens är en tvåvingeart som beskrevs av Camras 1955. Physoconops nitens ingår i släktet Physoconops och familjen stekelflugor. Inga underarter finns listade i Catalogue of Life.